# Dehmsee
Der Dehmsee ist ein See in der Nähe von Fürstenwalde/Spree in Brandenburg.

## Naturräumliche Lage
Der Dehmsee liegt in der Fürstenwalder Spreetalniederung. Sein einziger Zufluss ist das Demnitzer Mühlenfließ, das die nördliche Lebuser Platte entwässert. Der Abfluss erfolgt über die nahe Spree, die den See vor ihrer Kanalisierung durchfloss. Im Gewässer liegt die Insel Fischwerder. Unmittelbar an seinem Nordufer verläuft die Bundesautobahn 12.
Der Dehmsee ist ein kalkreicher, ungeschichteter See mit relativ großem Einzugsgebiet.

## Etymologie
Der Name des Sees leitet sich wahrscheinlich vom vorslawisch-germanischen *Dem- („dunkel“) nach der Farbe des Gewässers ab. Belegt sind die Formen „Deme“ (1373), „der Dehmen“ (1606), „der Dehm“ (1751), „der Dehm See“ (1775).

## Trophische Charakteristik
Der Steckbrief nach der EG-Wasserrahmenrichtlinie bescheinigt dem Dehmsee 2017 einen ökologischen Zustand von 5 (= „schlechter Zustand“: Die Werte für die biologischen Qualitätskomponenten weisen erhebliche Veränderungen auf und große Teile der Biozönosen des Referenzzustandes fehlen) auf einer fünfstufigen Skala. Die Qualitätskomponente Phytoplankton weist ebenfalls den Wert 5 auf. Der LAWA-Trophieindex lag 2014 bei 4,1. Damit war der See polytroph.

## Geschichte
Siedlungsfunde am Nordufer des Dehmsees und auf der Insel Fischwerder weisen auf eine Besiedlung in der Mittelsteinzeit um etwa 8000 bis 3000 v. Chr. hin. Auf Fischwerder wurden vorgeschichtliche und spätslawische Keramikscherben gefunden. Reste von Brückenpfosten, die zu einem slawischen Burgwall am Westufer des Sees führen, deuten auf eine frühere slawische Inselburg hin.
1932/33 wohnte der Schriftsteller Hans Fallada im Berkenbrücker Ortsteil Roter Krug in Sichtweite des Sees im heute so genannten Falladahaus. Hier schrieb er seinen Roman Wer einmal aus dem Blechnapf frißt.
Als in den 1930er Jahren die Autobahn gebaut wurde, wurde der Dehmsee mit Hilfe eines Dammes angeschnitten. Die beliebte Ausflugsgaststätte „Roter Krug“ erhielt eine Ausfahrt 3. Klasse. Die Ausfahrt Berkenbrück wurde nach der Eröffnung der Ausfahrt Fürstenwalde-Ost stillgelegt und für den Verkehr gesperrt. Die Brücke über den Dehmsee wurde am 23. April 1945 von der Wehrmacht gesprengt.
Bis 1989 unterhielt das Ministerium für Staatssicherheit am Dehmsee das Ferienlager „Feliks Dzierżyński“ für die Kinder seiner Betriebsangehörigen. In der Zeit außerhalb der Ferien war dies ein Ausbildungslager für Stasi-Mitarbeiter, mit Schieß- und Sprengplatz. Heute liegt das Gelände brach.